# Gerhard A. Ritter
Gerhard Albert Ritter (* 29. März 1929 in Berlin; † 20. Juni 2015 ebenda) war ein deutscher Historiker und Politikwissenschaftler.
Ritter bekleidete Lehrstühle für Politische Wissenschaften an der Freien Universität Berlin (1962–1964), für Neuere Geschichte an der Universität Münster (1964–1974) und für Neuere und Neueste Geschichte an der Universität München (1974–1994). Ritter gilt als einer der wichtigsten Wegbereiter einer kritischen Sozialgeschichte in der Bundesrepublik Deutschland nach 1945. Als innovativ gelten seine Arbeiten wegen dieser frühen Hinwendung zur Sozialgeschichte, der neuartigen Verknüpfung von Geschichts- und Politikwissenschaft und des systematischen historischen Vergleichs.

## Leben

### Herkunft und Jugend
Gerhard A. Ritter stammte aus einfachen Verhältnissen. Seine beiden Großmütter kamen als Dienstmädchen aus Schlesien und Pommern nach Berlin. Einer der beiden Großväter war Bierfahrer, der andere Schuster. Ritters Eltern wuchsen im Berliner Arbeiterviertel Moabit auf. Sein Vater, Wilhelm Ritter, war Verlagsbuchhändler und baute sich einen kleinen Theaterverlag auf. Seine Mutter Martha, geb. Wietasch, war als Schneiderin tätig. Der Journalist, Theater- und Filmkritiker Heinz Ritter war sein älterer Bruder. Die Brüder wuchsen im bürgerlichen Berlin-Dahlem auf. Die Familie war sozialdemokratisch orientiert. In unmittelbarer Nachbarschaft lebte der Historiker Friedrich Meinecke. Dem sehbehinderten Meinecke las Ritter als junger Student aus wissenschaftlicher Literatur vor. Das Arndt-Gymnasium Dahlem und die Schule in Kleinmachnow besuchte er von 1935 bis 1943. Als kaufmännischer Lehrling arbeitete er von 1944 bis 1945 in der Hauptverwaltung der Feldmühle AG, eines Unternehmens der Papier- und Zellstoffindustrie. Die Lehre brach er ab und besuchte von 1945 bis 1947 erneut das Arndt-Gymnasium. Ritter war der Erste in der Familie, der eine universitäre Laufbahn einschlug. Zum Freiburger Historiker Gerhard Ritter bestanden keine verwandtschaftlichen Bindungen.

### Akademische Laufbahn
Ab 1947 studierte er Geschichte, Politische Wissenschaften, Philosophie und Germanistik an der Universität Tübingen und der Freien Universität Berlin. Besonders von Hans Herzfeld wurde Ritter beeinflusst. In Mittelalterlicher Geschichte prägte ihn Wilhelm Berges und für die Landesgeschichte, aber auch für das Mittelalter wurde Walter Schlesinger wichtig. Ebenfalls haben Ernst Fraenkel als Spezialist für Fragen des Arbeits- und Sozialrechts und der Meinecke-Schüler und jüdische Emigrant Hans Rosenberg Ritter stark beeinflusst. Mit Rosenberg verband Ritter bald eine enge persönliche Freundschaft. In Tübingen hinterließ der Historiker Rudolf Stadelmann bleibenden Eindruck auf ihn. Das Studium beendete er 1952. Bei Herzfeld wurde er 1952 im Alter von 23 Jahren in Berlin promoviert. Ritter hatte eine Studie zur Arbeiterbewegung im ersten Jahrzehnt des Wilhelminischen Reichs vorgelegt. Zu diesem Thema wurde Ritter in Tübingen in einem Seminar von Rudolf Stadelmann angeregt. Von 1952 bis 1954 hatte er als Postdoktorand auf Vermittlung von Hans Herzfeld einen Forschungsaufenthalt am St Antony’s College in Oxford. In dieser Zeit arbeitete er an seiner Habilitationsschrift über die englische Labour Party und die Außenpolitik zwischen 1900 und 1919. Die englische Politik und Kultur, die Ritter in dieser Zeit kennen lernte, schätzte er ein Leben lang. Dies förderte zugleich seine Neigung zum internationalen Vergleich in seinen Forschungsarbeiten. Nach dem Studium war er von Oktober 1954 bis 1961 wissenschaftlicher Assistent am Lehrstuhl von Herzfeld am Friedrich-Meinecke-Institut der Freien Universität Berlin. Zugleich war er ab 1956 Lehrbeauftragter an der Deutschen Hochschule für Politik in Berlin und leitete Veranstaltungen über das englische Regierungssystem. Im Jahr 1959 erwarb er mit einer Studie über die britische Arbeiterbewegung und deren Politik gegenüber Russland von 1917 bis 1925 den Bachelor of Letters (B. Litt.), ein Graduiertenexamen, an der Oxford University.
Ritter habilitierte sich 1961 bei Herzfeld in Neuerer Geschichte und Politikwissenschaft über Die britische Arbeiterbewegung von der Gründung des Labour-Representation-Commitee (1900) bis zur russischen März-Revolution (1917). Mit knapp 33 Jahren lehrte Ritter ab 1962 an der Freien Universität Berlin am Otto-Suhr-Institut als Professor für Politische Wissenschaft. Drei Jahre später übernahm er eine Professur für Neuere und Neueste Geschichte an der Universität Münster. Dort lehrte er vor allem über das 19. und 20. Jahrhundert. Ritter erhielt 1968 eine Berufung auf die Nachfolge von Fraenkel an die FU Berlin. Die Berufung lehnte Ritter ab. Von 1974 bis zu seiner Emeritierung im Jahr 1994 hatte er den Lehrstuhl für Neuere und Neueste Geschichte an der Ludwig-Maximilians-Universität München inne. Mehrere weitere Rufe, darunter auf die Stelle eines Direktors des Deutschen Historischen Instituts in London, lehnte er ab. Als akademischer Lehrer betreute er in Berlin und Münster 17 sowie in München 36 Dissertationen. Zu Ritters akademischen Schülern gehörten Wilhelm Bleek, Manfred Botzenhart, Rüdiger vom Bruch, Karin Hausen, Hartmut Kaelble, Jürgen Kocka, Peter Longerich, Karl Heinz Metz, Merith Niehuss, Johannes Paulmann, Hans-Jürgen Puhle, Margit Szöllösi-Janze, Klaus Tenfelde und Jürgen Zarusky. Unter Ritter entstanden zwölf Habilitationen. Von seinen Schülern, die bei ihm promoviert oder habilitiert haben, sind 21 Professoren an einer deutschen oder ausländischen Universität. Es bildete sich jedoch keine „Ritter-Schule“ im Sinne eines Kreises von Schülern mit einem gemeinsamen Forschungsgebiet aus.

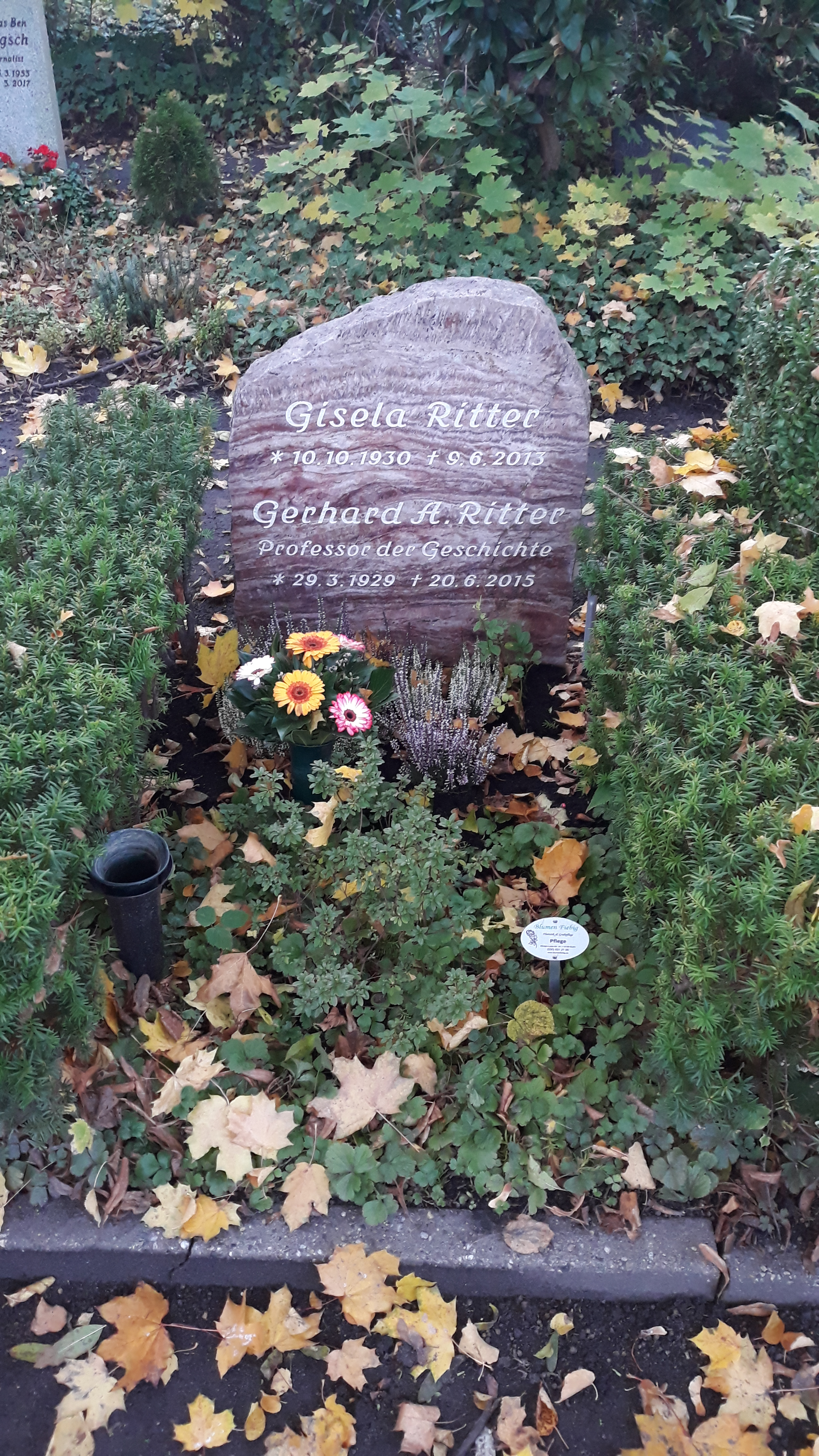
Das Grab von Gerhard A. Ritter und seiner Ehefrau Gisela auf dem Friedhof Dahlem in Berlin.

Ritter war ab 1955 verheiratet. Aus der Ehe gingen zwei Söhne hervor. Nach seiner Emeritierung lebte er zunächst in Allmannshausen am Starnberger See und zog im Dezember 2001 wieder nach Berlin. Ritter verlor 2013 seine Frau. Er blieb bis ins hohe Alter wissenschaftlich tätig und besuchte die Historikertage. Im Alter von 86 Jahren starb Ritter nach einem langen Krebsleiden am 20. Juni 2015 in Berlin. Er wurde auf dem Friedhof Dahlem beigesetzt.
Am 20. Juni 2016 wurde in München eine Tagung und Gedenkfeier unter dem Titel „Gerhard A. Ritter – Schülerinnen und Schüler, Kolleginnen und Kollegen, Wegbegleiter und Freundinnen erinnern an seine Persönlichkeit“ abgehalten. Im Oktober 2016 veranstaltete die Friedrich-Ebert-Stiftung in Berlin ein Symposium zum Gedenken an Gerhard A. Ritter.

## Werk
Ritter legte in den mehr als fünf Jahrzehnten seines Wirkens Dutzende Bücher und weit über hundert wissenschaftliche Aufsätze vor. In der Fachwelt gilt Ritter als Meister der wissenschaftlichen Kurzprosa. In einem nach seinem Tod 2016 veröffentlichten Aufsatz machte Ritter deutlich, dass er für sein wissenschaftliches Denken entscheidende intellektuelle Impulse von jüdischen Historikern erhielt, die wegen des Nationalsozialismus aus Deutschland fliehen mussten. Neben Hans Rosenberg und Ernst Fraenkel stand Ritter in engem fachlichen Austausch mit dem Historiker Dietrich Gerhard, dem Germanisten Egon Schwarz und dem Politologen und Osteuropaexperten Richard Löwenthal.
Ritter hatte vier große Arbeitsschwerpunkte. Aufbauend auf seiner Dissertation befasste er sich mit der Geschichte der deutschen Arbeiterschaft und Arbeiterbewegung. Ebenfalls widmete er sich schon früh der Parlamentarismus- und Wahlforschung des 19. und 20. Jahrhunderts und in vergleichender Perspektive auch dem britischen Parlamentarismus. Die Entwicklung des modernen Sozialstaats sowie zuletzt der deutschen Wiedervereinigung war ihm als Wissenschaftler auch ein persönliches Anliegen. Andere Themengebiete wie die Historiographie- oder Wissenschaftsgeschichte ergänzten seine vier großen Themenfelder. Die Sozialgeschichte bildete das Zentrum seiner vielfältigen Interessen und Themen. Auch seine verfassungs-, wahl-, politik- und wissenschaftshistorischen Arbeiten blieben sozialgeschichtlich ausgerichtet. Ritter hat aus der Rückschau sein Interesse an der Sozialgeschichte auch auf Wahrnehmungen aus seiner eigenen Jugend zurückgeführt, etwa wenn er sich über die Lebensverhältnisse seiner Eltern äußerte, über Dienstmädchen und Inste: „Erzählungen meiner Großmütter über deren Zeit als Dienstmädchen in Berlin oder Erlebnisse wie der Besuch des Dorfes in Pommern, in dem mein Vater vorehelich geboren wurde und wo, wie in seiner Jugend, die Landarbeiter und Insten noch immer in Furcht vor dem Gutsherrn lebten. Das hat mich stark beschäftigt.“ Später beeinflussten ihn die historischen Schriften der Kathedersozialisten um die Jahrhundertwende und die Methoden englischer und amerikanischer Sozialwissenschaftler.
Ritter hat durch seine Forschungen und Veröffentlichungen, seine Lehre und die Ausbildung einer großen Schülerzahl maßgeblich zum Aufstieg der Sozialgeschichte beigetragen. Ein theoretisches Gesamtkonzept zum Aufbau von Sozialgeschichte legte Ritter allerdings nicht vor. An den Diskussionen über den Begriff, die Abgrenzung und die Funktionen der Sozialgeschichte nahm Ritter nicht teil.

### Geschichte der deutschen Arbeiterschaft und Arbeiterbewegung
Sein erstes Forschungsfeld war die Geschichte der deutschen Arbeiterschaft und Arbeiterbewegung. Seine Dissertation über die Arbeiterbewegung im wilhelminischen Deutschland war eine Pionierleistung, denn die Geschichte der Arbeiterbewegung war bis dahin in der Bundesrepublik vernachlässigt worden. Ritter argumentierte nicht nur partei- und organisationsgeschichtlich, sondern vor allem sozialgeschichtlich. Sein Werk berücksichtigte auch das soziale und kulturelle Milieu der Arbeiterbewegung. Ritter verstand die Arbeiterbewegung „als Emanzipations- und Kulturbewegung“. Der Forschungsaufenthalt am St Antony’s College in Oxford erweiterte seine Forschungen um eine vergleichende Betrachtung der britischen Arbeiterbewegung. Ritter konzipierte in den frühen 1970er Jahren mit dem historischen Arbeitsbereich der Friedrich-Ebert-Stiftung die Reihe Geschichte der Arbeiter und der Arbeiterbewegung in Deutschland seit dem Ende des 18. Jahrhunderts. Das Projekt stand nach Dieter Dowe unter dem Eindruck der Konkurrenzsituation mit der marxistisch-leninistischen DDR-Geschichtswissenschaft und ihrer 1966 erschienenen Geschichte der deutschen Arbeiterbewegung. Dowe würdigte die Reihe als „verlegerische Großtat“, obwohl sie bis heute nicht abgeschlossen ist. Bis zu seinem Lebensende hat Ritter dieses sozialgeschichtliche Großprojekt als Herausgeber betreut. In dieser Reihe veröffentlichte er gemeinsam mit Klaus Tenfelde das Grundlagenwerk Arbeiter im Deutschen Kaiserreich 1871–1914.

### Parlamentarismus- und Wahlforschung des 19. und 20. Jahrhunderts
Das zweite Arbeitsgebiet Ritters waren die Parlamentarismus- und Wahlforschung des 19. und 20. Jahrhunderts, vergleichend auch der britische Parlamentarismus. Im Jahr 1962 veröffentlichte er seine Schrift Deutscher und Britischer Parlamentarismus. Ein verfassungsgeschichtlicher Vergleich. Im britisch-deutschen Parlamentarismus- und Parteienvergleich hat Ritter die Strukturdefizite auf der deutschen Seite herausgearbeitet. Wie viele andere Zeithistoriker aus seiner Generation interessierte Ritter sich besonders für das Scheitern der ersten deutschen Demokratie im Jahr 1933. Ritters Forschungen über den britischen Parlamentarismus reichten bis in die Frühe Neuzeit des 16. und 17. Jahrhunderts zurück. Er untersuchte den Konflikt zwischen König und Parlament. Auch sein erster Aufsatz in der Historischen Zeitschrift behandelte ein Thema der frühneuzeitlichen englischen Verfassung. Dabei wurde Ritter fachlich besonders durch die grundlegenden Arbeiten des aus Deutschland emigrierten Historikers George L. Mosse und des Tudor-Experten Geoffrey Elton geprägt. Ritter regte das Handbuch der Geschichte des deutschen Parlamentarismus an. Das Langzeitprojekt erforscht den Parlamentarismus in Deutschland vom frühen 19. Jahrhundert bis zur Gegenwart. Im Jahr 1985 erschien von Ritter eine knappe Arbeit über die deutsche Parteiengeschichte von 1830 bis 1914. Ritter war Mitherausgeber der Reihe Statistische Arbeitsbücher zur neueren deutschen Geschichte. Seine wahl- und auch sozialgeschichtlichen „Arbeitsbücher“ wurden in den 1970er und 1980er Jahren für sozial- und politikwissenschaftliche Lehrveranstaltungen ein unverzichtbares Hilfsmittel. Nach 1990 konzentrierten sich seine Forschungen zur Parlamentarismus- und Parteiengeschichte auf die nun wiedergegründeten neuen Bundesländer.
Ritters Forschungsschwerpunkte setzte er auch auf weiteren Themenfeldern fort, die sich aus seinen zentralen Fragestellungen ergaben. Ritter leitete mit Gerald D. Feldman, Carl-Ludwig Holtfrerich und Peter-Christian Witt ein großes Forschungsprojekt zur Inflation in Deutschland nach dem Ersten Weltkrieg. Dabei befasste er sich mit den sozialen Folgen der Inflation und berücksichtigte auch den internationalen Zusammenhang und Vergleich. Die Inflation gehörte zu den größten Herausforderungen für die Legitimität und Integrationskraft der Weimarer Republik. Ritter betrieb damit Sozialgeschichte und verfolgte seine Neigung zum internationalen Vergleich in der Geschichtswissenschaft.

### Entwicklung des modernen Sozialstaats
In seinem dritten Arbeitsgebiet befasste er sich mit der Entwicklung des modernen Sozialstaats. Ein besonders fruchtbarer Austausch entstand dabei mit dem aus dem nationalsozialistischen Deutschland vertriebenen jüdischen Historiker Ernest Peter Hennock. In seinen Forschungen verglich Ritter den Sozialstaat Deutschlands mit England. Die Arbeit wurde 1986 ins Englische und ins Koreanische übersetzt. Seine 1989 erstmals veröffentlichte Darstellung über die Entstehung und Entwicklung des Sozialstaates im internationalen Vergleich gilt als Standardwerk und erschien 2010 in dritter Auflage. Mit dieser Studie legte er die erste internationale Geschichte des Sozialstaats vor. Die Arbeit wurde ins Spanische, Japanische und Italienische übersetzt. Im Jahre 1989 legte er auf Deutsch und 1991 in englischer Sprache eine ausführliche Darstellung zur Entwicklung der Sozialgeschichte in der Bundesrepublik vor. In seiner 1998 veröffentlichten Studie behandelte Ritter die Geschichte des deutschen Sozialstaates. Ritter beabsichtigte mit dieser Studie einen Beitrag zur gegenwärtigen Diskussion über dessen Reform zu leisten, indem die Prägung des deutschen Sozialstaates durch seine Geschichte herausgearbeitet wird. Ritter gehörte dem wissenschaftlichen Beirat an, der die Entstehung der Geschichte der Sozialpolitik in Deutschland seit 1945 begleitete, die von 2001 bis 2008 durch das Bundesministerium für Arbeit und Sozialordnung und das Bundesarchiv in elf Bänden herausgegeben wurde; er selbst verantwortete in der Reihe den elften Band 1989–1994. Bundesrepublik Deutschland. Sozialpolitik im Zeichen der Vereinigung.

### Politische und soziale Folgen der Deutschen Einheit
In seinem vierten Arbeitsgebiet führte Ritter die Forschungen zum Sozialstaat fort und behandelte die Diskussion um die Krise des Sozialstaats im vereinten Deutschland. Seine 1998 erschienenen Ausführungen Über Deutschland widmete er den „Demonstranten in Leipzig und anderen Städten der DDR, die eine Diktatur zum Einsturz brachten“. Mit dem Buch verfolgt er das Ziel, „den Ort der drei deutschen Staaten – der alten Bundesrepublik, der DDR und der Bundesrepublik nach der Vereinigung - in der deutschen Geschichte zu bestimmen“. Ritter will zur weiteren Auseinandersetzung mit Deutschlands Geschichte und Gegenwart anregen. Er wendet sich gegen die „weit verbreiteten Strömungen von Wehleidigkeit und Pessimismus“ und will aufzeigen, dass nicht nur aggressiver Nationalismus und völkisches Denken Kennzeichen der deutschen Vergangenheit sind, sondern auch Rechtsstaatlichkeit, Föderalismus, die Idee sozialer Solidarität und der Parlamentarismus. Seine 2006 veröffentlichte Darstellung Der Preis der deutschen Einheit. Die Wiedervereinigung und die Krise des Sozialstaats behandelt die Wirtschafts- und Sozialpolitik im Zeitraum von Ende 1989 bis zur Bundestagswahl vom Oktober 1994. Die Darstellung basiert auf neu erschlossenen Archivalien aus dem Bundeskanzleramt, dem Bundesfinanzministerium und vor allem aus dem Bundesministerium für Arbeit und Sozialordnung. Außerdem hat Ritter 14 Interviews mit sozialpolitischen Akteuren des Einigungsprozesses wie Norbert Blüm und Regine Hildebrandt geführt. Ritter hat mit seiner Arbeit erstmals den Weg zur Währungs-, Wirtschafts- und Sozialunion vollständig rekonstruiert. Die rasche Erhöhung der Löhne im Osten war für Ritter ein Fehler, „der wesentlich zur mangelnden Wettbewerbsfähigkeit und damit zum Zusammenbruch großer Teile der ostdeutschen Industrie beigetragen hat“. Nach Ritter habe es allerdings im Einigungsprozess „eine echte Chance zu größeren Reformen nicht gegeben“. Die sozialpolitische Absicherung der deutschen Einheit durch die Übertragung der westdeutschen Sozialverfassung auf die ostdeutschen Länder war für Ritter „notwendig und organisatorisch eine Meisterleistung“, zumal in den neuen Bundesländern zahlreiche Institutionen geschaffen werden mussten, um die Umstellung von der Planwirtschaft zur Marktwirtschaft zu bewältigen. Gleichzeitig geriet der in den achtziger Jahren begonnene Umbau des westdeutschen Sozialstaates, der angesichts des demografischen Wandels, der Kostenexplosion im Gesundheitswesen und der Globalisierung erforderlich gewesen wäre, ins Stocken. Die Krise des Sozialstaats seit Anfang der 1990er Jahre ist für Ritter somit auch eine Folge der Wiedervereinigung. In seiner Schlussbetrachtung kommt Ritter zum Fazit, dass der deutsche Sozialstaat trotz aller politischen Umbrüche eine sehr weitgehende Kontinuität seit seiner Entstehung in den 1880er Jahren aufweise. Die Arbeit wurde in der Fachwelt als „Meisterleistung“ gewürdigt. Ritters Arbeit gilt seit seinem Erscheinen im Jahr 2006 als einer der wichtigsten Beiträge zur deutschen Einheit. Auf Grundlage dieses Werkes legte er 2009 eine kompakte Darstellung der deutschen Einigung vor. In dieser kleinen Geschichte der deutschen Einigung verstand er „die Ostdeutschen als Träger der zur Einheit führenden, friedlichen Revolution“, die er als „eine der Sternstunden der an solchen leider nicht gerade reichen deutschen Geschichte“ auffasste.
Im Jahr 2013 erschien von Ritter ein Buch über die Rolle Hans-Dietrich Genschers in der Wiedervereinigung. Dabei konnte Ritter die seit 2009 öffentlich einsehbaren 271 Aktenbände aus dem Bestand des Politischen Archivs des Auswärtigen Amtes für die weitere Forschung auswerten. Eine allzu sehr auf Helmut Kohl und das Bundeskanzleramt fokussierte Perspektive auf die Wiedervereinigung 1989/90 möchte Ritter revidieren. Mit dem Buch unternahm Ritter auch den Versuch, ein differenzierteres Bild der Außenpolitik der deutschen Vereinigung von 1989/90 zu zeichnen. Ritter widersprach auch Behauptungen von einer Rivalität zwischen Kohl und Genscher beziehungsweise zwischen dem Kanzleramt und dem Auswärtigen Amt. Nach Ritter spielten Genscher und das Auswärtige Amt „eine für den Erfolg der Politik unverzichtbare, mitentscheidende Rolle“. Nach seinem Fazit haben Kohl und Genscher „in gemeinsamer Arbeitsteilung, in einem nicht immer störungsfrei funktionierenden «Tandem», die außenpolitische Absicherung des Prozesses der deutschen Vereinigung […] gestaltet.“

### Historiographie- oder Wissenschaftsgeschichte
Ritter war wissenschaftsgeschichtlich interessiert. Er verfasste eine ausführliche Würdigung seines akademischen Lehrers Hans Herzfeld. Ritter war Vorsitzender des Wissenschaftlichen Beirats des Projekts „Geschichte der Großforschungseinrichtungen in der Bundesrepublik Deutschland“. Im Jahr 1992 erschien von ihm eine erste Überblicksdarstellung zur „Großforschung in Deutschland“. Er gehörte dem Kuratorium der Freunde und Förderer des Leo Baeck Instituts Frankfurt an. Anlässlich des 50-jährigen Bestehens verfasste Ritter einen Beitrag über das Institut.
Ritter legte 2006 eine Quellenedition über das Verhältnis Friedrich Meineckes zu seinen emigrierten Schülern vor (Friedrich Meinecke. Akademischer Lehrer und emigrierte Schüler. Briefe und Aufzeichnungen, 1910–1977). Die Quellenedition erschien 2010 in englischer Übersetzung. Anlässlich des 150. Geburtstages von Friedrich Meinecke gab Ritter 2012 mit Gisela Bock eine Sammlung mit „Neue[n] Briefe[n] und Dokumente[n]“ zu Leben und Werk des Gelehrten aus den Jahren 1878 bis 1953 heraus. Der Band umfasst knapp 400 Briefe Meineckes sowie über 120 aussagekräftige Dokumente. Meineckes über vierzig Jahre währende Tätigkeit als Herausgeber der Historischen Zeitschrift bildet in der zweiten Abteilung der Brief- und Dokumentensammlung einen Schwerpunkt. Ritter hatte sich einige Jahre zuvor bereits mit der Verdrängung Meineckes als Herausgeber der Historischen Zeitschrift durch die Nationalsozialisten 1935 und sich ebenfalls mit den emigrierten Meinecke-Schülern Hajo Holborn, Felix Gilbert, Dietrich Gerhard und Hans Rosenberg befasst.

### Tätigkeit als Wissenschaftsorganisator
Neben seiner Forschungs- und Publikationstätigkeit war Ritter auch in der Wissenschaftsorganisation tätig. Von 1976 bis 1980 war er Vorsitzender des Verbandes der Historiker Deutschlands. Ritter war 1991/92 Planungsbeauftragter und Vorsitzender der Struktur- und Berufungskommission für den Neuaufbau der Geschichtswissenschaft und der Ethnologie an der Humboldt-Universität zu Berlin. In dem von Ritter umgesetzten Strukturplan wurden im Institut für Geschichtswissenschaften 15 Lehrstühle bzw. Professuren und drei Professuren in der Ethnologie und zwei in der Ur- und Frühgeschichte geschaffen. Durch den Neuaufbau der Geschichtswissenschaft konnte in Berlin in wenigen Jahren eines der wichtigsten historischen Institute in der Bundesrepublik entstehen. Über seine Tätigkeit als Wissenschaftsorganisator an der HU Berlin legte er gegenüber der wissenschaftlichen Öffentlichkeit ausführlich Rechenschaft ab. Ritter leistete auch Aufbauhilfe beim 1980 gegründeten Historischen Kolleg in München und der Deutschen Historischen Institute in London und Washington. Schon früh pflegte Ritter Kontakte zu israelischen Historikern und gab dadurch wichtige Impulse für einen wissenschaftlichen Neubeginn zwischen den beiden Staaten.

## Ehrungen und Mitgliedschaften
Für seine Forschungen wurden Ritter zahlreiche wissenschaftliche Ehrungen und Mitgliedschaften zuerkannt. Seit 1963 war er Mitglied der Kommission für Geschichte des Parlamentarismus und der politischen Parteien, seit Mai 1968 ordentliches Mitglied und seit 1977 korrespondierendes Mitglied der Historischen Kommission für Westfalen. Seit 1971 war er Mitglied der Historischen Kommission bei der Bayerischen Akademie der Wissenschaften. Außerdem war er von 1980 bis 2002 ordentliches und seit der Übersiedlung nach Berlin korrespondierendes Mitglied der Bayerischen Akademie. 1989 wurde er zum ordentlichen Mitglied der Academia Europaea gewählt.
Im Jahr 1983 wurde er wegen seiner Verdienste um die Kontaktpflege sowie für seine wissenschaftliche Leistung zum Honorary Fellow des St Antony’s College in Oxford ernannt. Er war 1987/88 Forschungsstipendiat des Historischen Kollegs München. Ritter war Mitglied des erweiterten Herausgebergremiums bzw. des Wissenschaftlichen Beirats bei der Historischen Zeitschrift (1985–2009), dem Tel Aviver Jahrbuch für deutsche Geschichte und der Zeitschrift für ausländisches und internationales Arbeits- und Sozialrecht.
Ritter war Gastprofessor an der Washington University in St. Louis 1965, an der Oxford University (European Studies Center des St Antony’s College) 1965/66 und 1972/73, an der University of California, Berkeley 1971/72, an der Universität Tel Aviv 1973 und hatte im Wintersemester 1997/98 die Otto von Freising-Gastprofessur an der Katholischen Universität Eichstätt.
Ritter war 1994 nach Hans Rosenberg (1977) der erste Historiker, dem die Ehrendoktorwürde der Bielefelder Fakultät für Geschichtswissenschaft verliehen wurde. Ritters Engagement für die Neustrukturierung der Institute für Geschichtswissenschaft und Ethnologie wurde 1999 von der Humboldt-Universität zu Berlin mit der die Ehrendoktorwürde gewürdigt. Ritter war Mitglied, stellvertretender Vorsitzender (1992–1997) und Ehrenmitglied des wissenschaftlichen Beirates des Instituts für Zeitgeschichte.
Im September 2007 erhielt Ritter den deutschen Historikerpreis, den Preis des Historischen Kollegs, für sein 2006 veröffentlichtes Werk Der Preis der deutschen Einheit. Mit der mit 30.000 Euro dotierten Auszeichnung wird ein Werk gewürdigt, das wissenschaftliches Neuland erschließt und über die Fachgrenzen hinaus wirkt.
Im Jahr 2008 wurde ihm das Große Verdienstkreuz der Bundesrepublik Deutschland verliehen. Der Freistaat Bayern würdigte ihn mit dem Bayerischen Verdienstorden.

## Schriften (Auswahl)
Ein Schriftenverzeichnis erschien in: Jürgen Kocka (Hrsg.): Von der Arbeiterbewegung zum modernen Sozialstaat. Festschrift für Gerhard A. Ritter zum 65. Geburtstag. Saur, München u. a. 1994, ISBN 3-598-11201-7, S. 849–858.
Quellenedition
- Friedrich Meinecke. Akademischer Lehrer und emigrierte Schüler. Briefe und Aufzeichnungen 1910–1977 (= Biographische Quellen zur Zeitgeschichte. Bd. 23). Oldenbourg, München 1996, ISBN 3-486-57977-0.

Monographien
- Hans-Dietrich Genscher, das Auswärtige Amt und die deutsche Vereinigung. Beck, München 2013, ISBN 978-3-406-64495-5.
- Der Sozialstaat. Entstehung und Entwicklung im internationalen Vergleich. 3., erweiterte Auflage. Oldenbourg, München 2010, ISBN 978-3-486-59817-9.
- Der Preis der deutschen Einheit. Die Wiedervereinigung und die Krise des Sozialstaats. 2., erweiterte Auflage. Beck, München 2007, ISBN 978-3-406-56860-2.
- Wir sind das Volk! Wir sind ein Volk! Geschichte der deutschen Einigung. Beck, München 2009, ISBN 978-3-406-59208-9.
- mit Klaus Tenfelde: Arbeiter im Deutschen Kaiserreich 1871 bis 1914 (= Geschichte der Arbeiter und der Arbeiterbewegung in Deutschland seit dem Ende des 18. Jahrhunderts. Bd. 5). Dietz, Bonn 1992, ISBN 3-8012-0168-6.
- Die Sozialdemokratie im Deutschen Kaiserreich in sozialgeschichtlicher Perspektive (= Schriften des Historischen Kollegs. Vorträge. Bd. 22). Stiftung Historisches Kolleg, München 1989 (Digitalisat).
- Die Arbeiterbewegung im Wilhelminischen Reich. Die Sozialdemokratische Partei und die freien Gewerkschaften 1890–1900 (= Studien zur europäischen Geschichte aus dem Friedrich-Meinecke-Institut der Freien Universität Berlin. Bd. 3). 2. durchgesehene Auflage. Colloquium Verlag, Berlin 1963 (Teilweise zugleich: Berlin, Freie Universität, Dissertation, 1952).

Herausgeberschaften
- Der Aufstieg der deutschen Arbeiterbewegung. Sozialdemokratie und Freie Gewerkschaften im Parteiensystem und Sozialmilieu des Kaiserreichs (= Schriften des Historischen Kollegs. Kolloquien. Bd. 18). Unter Mitarbeit von Elisabeth Müller-Luckner. Oldenbourg, München 1990, ISBN 3-486-55641-X (Digitalisat).
- mit Karl Otmar von Aretin: Historismus und moderne Geschichtswissenschaft. Europa zwischen Revolution und Restauration 1797–1815. Drittes Deutsch-Sowjetisches Historikertreffen in der Bundesrepublik Deutschland, München 13.–18. März 1978 (= Veröffentlichungen des Instituts für Europäische Geschichte, Mainz. Bd. 21). Steiner, Stuttgart 1987, ISBN 3-515-04254-7.